# پشت صحنه (فیلم ۲۰۰۵)
پشت صحنه (انگلیسی: Backstage) یک فیلم به کارگردانی امانوئل برکو است که در سال ۲۰۰۵ منتشر شد. از بازیگران آن می‌توان به امانوئل سنیه، کلود دونتون، ایزیلد لو بسکو، و نوئمی لووفسکی اشاره کرد.